# Jonathan Higgs
Jonathan Higgs (ur. 23 lutego 1985 w Newcastle upon Tyne) – brytyjski wokalista, gitarzysta, keyboardzista, tekściarz i reżyser, lider zespołu artrockowego Everything Everything. Jest znany z niezwykle szerokiej skali głosu, szczególnie ze stosowania falsetu, a także z autorstwa charakterystycznych tekstów piosenek i reżyserii dużej części teledysków zespołu.

## Życiorys
Wychowywał się w Northumberland. Jako nastolatek uczył się w Hexham w Queen Elizabeth High School, gdzie poznał Mike’a Spearmana i Alexa Nivena, z którymi zaczął tworzyć muzykę. Gdy miał około 17 lat założył satyryczną stronę internetową o swojej komisji egzaminacyjnej pn. „Edexhell”. 
Studiował na wydziale muzyki popularnej i nagrań na Uniwersytecie Salfordzkim. W trakcie studiów nakręcił dwugodzinny musical Man Alone, w którym grał kilka postaci, w tym średniowiecznego szkockiego mnicha.
Pod koniec 2007 roku w Manchesterze wraz z perkusistą Mikem Spearmanem, basistą Jeremym Pritchardem i gitarzystą Alexem Robertshawem założył zespół Everything Everything, którego został wokalistą i gitarzystą. Z zespołem tym w sierpniu 2010 roku wydał debiutancki album studyjny Man Alive, który zyskał uznanie krytyków, a także był nominowany do Mercury Prize 2011. W kolejnych latach zespół wydał kolejno albumy: w 2014 roku Arc, dwa lata później Get to Heaven, w 2017 roku A Fever Dream, w 2020 roku Re-Animator, w 2022 roku Raw Data Feel i w 2024 roku Mountainhead. 
Spośród 13 płyt, które ukształtowały jego życie, ujawnione podczas wywiadu dla magazynu The Quietus z 2015 roku, wskazał m.in. rockowe albumy Nirvany, Radiohead i Deftones, a także płyty muzyki elektronicznej, R&B i big beatowe.
W 2018 roku miał 10 kotów, a dwa lata później nie miał już żadnego.
Mieszka w Manchester.